# Association internationale du Congo
Die Association internationale du Congo (deutsch Internationale Kongo-Gesellschaft, abgekürzt: A.I.C.) war eine Vereinigung, die am 17. November 1879 vom belgischen König Leopold II. aus dem Komitee zur Erforschung des oberen Kongo gegründet wurde. Die Gesellschaft wurde 1885 aufgelöst und ihre Strukturen wurden vom Kongo-Freistaat übernommen.
Vorsitzender der Vereinigung war Maximilien Strauch. Francis de Winton war vom 22. April 1884 bis 1. Juli 1885 sein erster Generaladministrator.

## Hintergrund

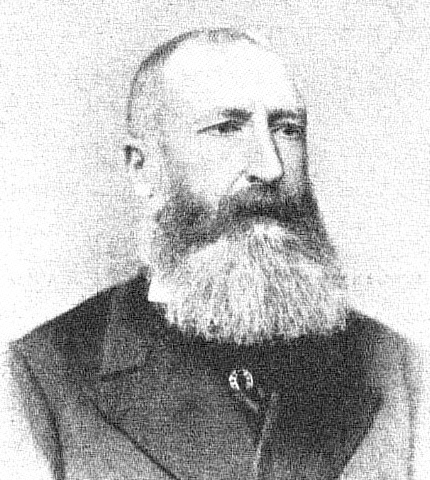
Leopold II. (1835–1909), Gründer der Association internationale du Congo.

In der zweiten Hälfte des 19. Jahrhunderts war der Kolonialismus, also der Erwerb von Kolonien, fest etablierter Bestandteil der Außenpolitik der meisten europäischen Länder. Umfangreiche Gebiete, insbesondere in den Küstenbereichen Afrikas, Asiens und im Indischen Ozean, gerieten somit in ihren Machteinfluss. Hiernach geriet Afrika, dessen Landesinnere noch größtenteils unerforscht und nicht besetzt war, in den Fokus des Interesses.
Leopold II., damals noch Herzog von Brabant, war von dieser Kolonisierungsbewegung stark inspiriert. Er vertrat die Position, dass auch Belgien Kolonialgebiete erwerben müsse, insbesondere um den Bestand und das Ansehen des eher kleinen Landes zu sichern, das von europäischen Großmächten umgebenen war. In diesem Sinne überreichte er 1860 Premierminister Walthère Frère-Orban eine Marmortafel mit der Inschrift „Il faut à la Belgique une colonie“ (deutsch Belgien braucht eine Kolonie).
Am 12. September 1876 berief er, seit 1865 nunmehr König der Belgier, eine internationale geografische Konferenz in Brüssel ein. Dort waren das Deutsche Reich, Frankreich, Österreich-Ungarn, Italien, Großbritannien, Russland und Belgien vertreten. Ziel der Konferenz war, die Erschließung des Inneren des afrikanischen Kontinents voranzutreiben.
In seiner Eröffnungsrede betonte Leopold II. humanitäre und wissenschaftliche Ziele. Es ginge darum, die Sklaverei in der afrikanischen Bevölkerung zu unterbinden und weiteren zivilisatorischen Zielen zu dienen. Er sagte dann weiter, es gehe darum, „den einzigen Teil unseres Erdballs, in den die Zivilisation noch nicht vorgedrungen ist, für diese zu öffnen“.
Diese Konferenz führte zur Gründung einer Internationale Vereinigung zur Erforschung und Zivilisation Zentralafrikas, die als Internationale Afrika-Gesellschaft (A.I.A.) bekannt wurde, Die Organisation sollte der Erforschung des afrikanischen Kontinents und später seiner Öffnung für den internationalen Handel dienen.
Die A.I.A. verfügte über eine Internationale Kommission unter Vorsitz des Königs, ein Exekutivkomitee und Nationalkomitees.
Leopold II. fasste in der Folge den Plan, im afrikanischen Kongobecken einen Staat gründen. Zu diesem Zweck beschloss er, den Entdecker und Journalisten Henry Morton Stanley aufzusuchen und schickte zwei Delegierte, Jules Greindl und Henry Shelton Sanford, um ihn um seine Dienste zu bitten. Stanley weigerte sich zunächst und hoffte stattdessen, für Großbritannien oder die Vereinigten Staaten tätig werden zu können, doch erhielt er von diesen Staaten keine Anfrage. Er akzeptierte schließlich den Vorschlag von Leopold II. und die beiden Männer trafen sich im Juni 1878 zum ersten Mal. Es kam zu einer Einigung: Stanley wurde für den Erwerb der Gebiete des Kongos vor Ort verantwortlich, indem er Vereinbarungen mit örtlichen Häuptlingen traf und Land kaufte, und Leopold kümmerte sich um die formelle Planung und stellte einen Teil der benötigten finanziellen Mittel zur Verfügung. Unter Vorsitz der A.I.A. wurden von 1877 bis 1886 insgesamt fünf belgische Expeditionen in den Kongo unternommen.
Nach ihrer zweiten Sitzung wurde am 25. November 1878 das Komitee zur Erforschung des oberen Kongo (französisch Comité d'études du Haut-Congo, CEHC) gegründet. Die Ziele dieses Komitees waren zunächst rein kommerzieller Natur, jedoch stand auch die Gründung dieser Organisation ganz im Zeichen des - vorerst noch geheimen - Plans einer Staatsgründung im Kongo durch Leopold II.
1879 fusionierte die Internationale Afrika-Gesellschaft, die nur einmal zusammengetreten war, mit dem Komitee zur Erforschung des oberen Kongo zur Association internationale du Congo (A.I.C.). Mit der A.I.C. verfolgte Leopold II. in der Folge nun sowohl die philanthropischen als auch die kommerziellen Ziele der Vorgängerorganisationen.

## Weiteres Vorgehen
Obwohl es sich bei der A.I.C. im Grunde lediglich um eine private Vereinigung handelte und Leopold II. keine offizielle Macht ausübte, sondern nur über Mittelsmänner agierte, verfügte die A.I.C. bis 1883 in Afrika formal über alle wesentlichen Elemente für die Schaffung eines souveränen Staates: ein Territorium, eine Bevölkerung und eine Regierung. Es fehlte lediglich die Anerkennung im Sinne des Völkerrechts. Strauch vertrat die Idee, dass die Vereinigung von einem großen Staat anerkannt werden müsse, wobei er an die Vereinigte Staaten dachte. Am 27. November 1883 reiste der US-Botschafter Henry Shelton Sanford mit einem persönlichen Brief des Königs an Präsident Chester A. Arthur in die USA. Hierin wurde angedeutet, dass die Vereinigung nur mit dem Ziel gegründet wurde, dem Sklavenhandel ein Ende zu setzen und den Freihandel zu etablieren.
Am 10. April 1884 wurde der amerikanische Präsident vom Senat ermächtigt, „die Flagge der Internationalen Assoziation des Kongo als gleichwertig mit der einer befreundeten Regierung anzuerkennen“. Am 8. November 1884 erkannte das Deutsche Reich die Souveränität der Internationalen Vereinigung ebenfalls an.
Am 22. April 1884 wurde eine Vereinbarung mit den Vereinigten Staaten geschlossen und in einem Austausch von Erklärungen wurden folgende Worte niedergeschrieben: „Die Regierung der Vereinigten Staaten bekundet ihr Mitgefühl und ihre Zustimmung für die menschlichen Zwecke und die Großzügigkeit der A.I.C.“ Er vertritt die Interessen der in dieser Region ansässigen freien Staaten und befiehlt den Beamten der Vereinigten Staaten, sowohl an Land als auch auf See, die Flagge der Internationalen Vereinigung in Bezug auf die einer befreundeten Regierung anzuerkennen. Für die Amerikaner war es allerdings klar, dass die A.I.C. verschwinden würde, sobald die freien Staaten in der Lage wären, sich selbst zu regieren. Der Plan Leopolds II. war dagegen, dass die Vereinigung an die Stelle der regionalen Staaten treten sollte.

## Die Berliner Kongo-Konferenz (1885)
In der Folge gelang es Leopold II., Frankreich und das Deutsche Reich davon zu überzeugen, dass ein gemeinsames Handeln in Afrika auch in ihrem Interesse sei. Auch andere europäische Mächte teilten seine Sorge, dass ihre weitläufigen Gebietsansprüche von den anderen Staaten nicht anerkannt werden könnten. Gemeinsames Ziel der Konferenzteilnehmer war es daher, ihre bisherigen und zukünftigen Eroberungen (völker-)rechtlich abzusichern und freien Handel und freie Schifffahrt auf den Flüssen Kongo und Niger festzuschreiben. Auf Einladung von Reichskanzler Otto von Bismarck nahmen ab dem 15. November 1884 die USA, das Osmanische Reich, Österreich-Ungarn, Belgien, Dänemark, Frankreich, Großbritannien, Italien, Niederlande, Portugal, Russland, Spanien und Schweden-Norwegen (bis 1905 Personalunion) an dem Treffen teil.
Die Konferenz endete am 26. Februar 1885 mit der Unterzeichnung der Kongoakte. Die USA ratifizierten im Nachhinein aus innenpolitischen Gründen den Vertrag jedoch nicht.
Leopold II. erzielte einen großen Triumph, da der A.I.C. die Hoheit über das Kongobecken, des rohstoffreichsten Gebiets Afrikas, bestätigt wurde und dieses dadurch nicht in den Besitz einer Großmacht überging. Stattdessen fungierte das Gebiet als Puffer zwischen den gegenläufigen britischen, französischen und portugiesischen Territorialansprüchen und war zur Freihandelszone mit Zugang für ausländische Unternehmen erklärt worden. Zuletzt trat Portugal mit einem Vertrag, der am 14. Februar 1885 auf starken Druck Frankreichs, Großbritanniens und Deutschlands mit dem Land unterzeichnet wurde, von seinen Forderungen bezüglich der Kongomündung zurück.
Am 23. Februar 1885 erkannte die Konferenz die A.I.C. dann auch noch als souveränen Staat an, eine Premiere für eine derartige Organisation.

## Auflösung
Im April 1885 erlaubte das belgische Parlament dem König schließlich, „den von der Internationalen Vereinigung in Afrika gegründeten Staat“ zu leiten. So war der Plan Leopolds aufgegangen und die Fassade der A.I.C. wurde überflüssig. Am 29. Mai wurde die Association Internationale du Congo per Regierungserlass in den „État indépendant du Congo“, den Freistaat Kongo, umgewandelt.

## Bibliographie
- R. Cornet: Katanga. Éditions L. Cuypers. Brüssel. 1944. S. 73–80.
- R. Cornet: Maniema - Le pays des mangeurs d’homme. Éditions L. Cuypers. Brüssel. 1952. S. 75–98.
- P. Daye: Le Congo belge. Desclée de Brouwer. Brügge. 1936. S. 14–20.
- C. De Lannoy: Les États-Unis et l’Association Internationale du Congo: À quel titre ils la reconnurent comme un État ami (1884). Revue des Sciences Économiques. 1932. S. 173–174.
- L. De Lichtervelde: Léopold II. Librairie Albert Dewit. Brüssel. 1926.
- L. De Lichtervelde, Léopold II, Louvain, Rex, 1932.
- L. Goffin: Histoire du Congo. In: L. Goffin, M. Bequaert, G. Van der kerken, M. Robert, P. J., Livens, J. Leonard, W. Robyns, J. E. Opsomer, L. Pynaert & J. Bonnet: Encyclopédie du Congo Belge. Bieleveld. Brüssel. 1951. S. 22–30.
- R. Leveque: Le Congo belge - Son histoire. Éditions du Marais. Brüssel. 1960. S. 26–30.
- A. Stenmans: La reprise du Congo par la Belgique: essai d’histoire parlementaire et diplomatique. Éditions techniques et scientifiques R. Louis. Brüssel. 1949.
- E. Vandervelde: La Belgique et le Congo. Félix Alcan. Paris. 1911.
- G. Vanthemsche: La Belgique et le Congo. Nouvelle Histoire de Belgique - Empreintes d'une colonie 1885–1980. Band 4. Complexe. Brüssel. 2007.
- Le Congo belge. Band 1. Inforcongo. 1958, S. 80–97.